# Amt Tolk

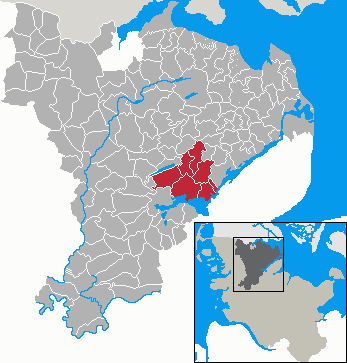
Lage des ehem. Amtes Tolk im Kreis Schleswig-Flensburg

Das Amt Tolk war ein Amt im Kreis Schleswig-Flensburg in Schleswig-Holstein. Es bestand aus den sieben Gemeinden Brodersby, Goltoft, Nübel, Schaalby, Taarstedt, Tolk und Twedt. Das Amt hatte zuletzt über 6000 Einwohner und eine Fläche von mehr als 90 km². Der Sitz der Verwaltung war in Tolk.
Am 1. Januar 2007 schloss sich das Amt im Zuge der schleswig-holsteinischen Verwaltungsstrukturreform mit dem Amt Böklund und den Gemeinden Idstedt und Neuberend aus dem Amt Schuby zum Amt Südangeln zusammen.